# شهرستان سویجیانگ
شهرستان سویجیانگ (به لاتین: Suijiang County) یک شهرستان‌های جمهوری خلق چین در چین است که در ژاوتونگ واقع شده‌است. شهرستان سویجیانگ ۸۸۲ کیلومتر مربع مساحت و ۱۶۰٬۰۰۰ نفر جمعیت دارد.